# André Loyen
Pour les articles homonymes, voir Loyen.
André Loyen, né le 21 novembre 1901 au Palais (Belle-Île-en-Mer) dans le Morbihan et décédé le 23 mars 1974 à Toulouse, est un universitaire français, spécialiste de littérature latine, notamment de Sidoine Apollinaire.

## Biographie
Ancien élève du lycée Chateaubriand de Rennes, des facultés de lettres de Rennes et de Paris, il est licencié ès lettres, agrégé de l'université, diplômé de l'école pratique des hautes études, docteur ès lettres. Professeur à Orléans (1925), au Lycée Lakanal à Sceaux (1937-1938), professeur à la faculté de lettres de Rennes (1938-1947), doyen de cette faculté de 1945 à 1947, il est nommé recteur de l'académie de Poitiers en octobre 1947 et le demeure jusqu'en février 1961. Directeur du CROUS de 1961 à 1963, il est recteur de l'académie de Toulouse de 1963 à 1967 puis professeur de langue et littérature latines à la faculté de lettres de Nanterre de 1968 à 1972, date de son admission à la retraite.
Il a publié plusieurs ouvrages sur Sidoine Apollinaire.

## Distinctions
- Officier de la Légion d'honneur (26 décembre 1956)
  -  Chevalier de la Légion d'honneur (9 aout 1947)
- Commandeur de l'ordre des Palmes académiques (juillet 1956)
- Médaille d'or de l'éducation physique

André Loyen est docteur honoris causa de l'université Laval à Québec et lauréat de l'Institut (prix Bordin 1944)

## Œuvre
Bibliographie
- « L'Albis chez Claudien et chez Sidoine Apollinaire », Revue des études latines, 11 (1933), p. 203-211.
  - Voir aussi : Alcide Macé et André Loyen, « Qu'est-ce que l'Albis ? », Revue des études latines, 11 (1933), p. 321-326.
- Recherches historiques sur les panégyriques de Sidoine Apollinaire, BEPHE, 285. Paris : Champion, 1942. Reprint ou nouvelle édition in Studia historica, 43, Rome : L'Erma di Bretschneider, 1967.
- Sidoine Apollinaire et l'esprit précieux en Gaule aux derniers jours de l'Empire, Paris, Librairie Les Belles Lettres, 1943.
- Sidoine Apollinaire, Poèmes et Lettres (éd.), Paris, Collection des Universités de France (CUF-Les Belles Lettres), 1960, 1970.
- Les Miracles de Saint Martin et les débuts de l'hagiographie en Occident, (BLE 73), 1972, pages 147-157.